# Châu Tú Na
Châu Tú Na (tiếng Trung: 周秀娜, tiếng Anh: Chrissie Chau Sau-na, sinh ngày 22 tháng 5 năm 1985) là một nữ diễn viên kiêm người mẫu người Hồng Kông. Sinh ra ở Triều Châu trong một gia đình không theo đuổi nghệ thuật, cô bắt đầu sự nghiệp với tư cách là người mẫu vào năm 2006. Năm 2009, cô bắt đầu được biết đến nhờ những bộ ảnh nội y nóng bỏng gây sốt cả truyền thông lẫn công chúng, qua đó cô từng được xứng danh là "thiên thần nội y" của Hồng Kông và là một trong những "nữ thần nội y" của châu Á.
Ngoài sự nghiệp làm người mẫu, Châu Tú Na còn tham gia hoạt động diễn xuất. Sau bước đột phá với vai diễn Quách Thiếu Phương trong bộ phim Womb Ghost (2009), danh tiếng của cô ngày càng lan rộng khi cô đóng chính trong bộ phim hài chính kịch Beach Spike (2011), kể từ đó cô đã tham gia diễn xuất qua một số vai diễn nổi bật trong các bộ phim như Tây du ký: Mối tình ngoại truyện, Thâm cung kế và Diệp Vấn ngoại truyện: Trương Thiên Chí. Cô từng được đề cử cho hạng mục Nữ diễn viên chính xuất sắc nhất tại giải thưởng Điện ảnh Hồng Kông lần thứ 40.

## Sự nghiệp

### Trước khi ra mắt: 1985 đến 2008
Cô có một anh trai và hai em trai. Năm mười tuổi, cô di cư đến Hồng Kông cùng gia đình từ thị trấn Triều Dương và định cư tại Shek Tong Tsui, Sai Wan. Cô theo học Trường Aplichau Kaifong từ lớp 4 đến lớp 6, Trường nữ sinh St. Clare Girl's School từ lớp 1 đến lớp 4, và tốt nghiệp Trường nữ sinh St. Margaret, Hồng Kông từ lớp 7.  Sau khi tốt nghiệp, Tú Na làm quản lý cửa hàng tại Island Beverley Shopping Centre ở Causeway Bay, cô được một người tuyển dụng từ một công ty người mẫu phát hiện khi đang phát tờ rơi trên phố. Tháng 7 năm 2005, cô tham gia Liên hoan phim hoạt hình với tư cách là người mẫu và giành giải á quân. Sau đó, cô tiếp tục thử vai cho các bộ phim với tư cách là một diễn viên đặc biệt. Bộ phim đầu tiên của cô là một vai diễn quần chúng trong Bet to Basic, sau đó, cô đã đóng vai phụ trong Tân trát sư muội 3, Hoa hoa hình cảnh. Năm 2008, cô bắt đầu thu hút sự chú ý của khán giả bằng cách đóng vai phụ trong Nobody's Perfect. Vào thời điểm đó, cô vẫn chưa nổi tiếng, vì cô trông giống với siêu mẫu Lạc Cơ Nhi, nên giới truyền thông gọi cô là "Bản sao của Lạc Cơ Nhi", cô chính thức ra mắt và bắt đầu bước vào các ngành công nghiệp điện ảnh, ca hát, quảng cáo và sân khấu.

### Ra mắt chính thức: 2009
Năm 2009, Châu Tú Na chính thức ký hợp đồng với công ty quản lý GME Holdings, sau khi gia nhập ngành giải trí, sự nổi tiếng của cô tăng vọt, công việc chứng thực đầu tiên của cô là làm người phát ngôn cho quảng cáo giảm cân của Tập đoàn làm đẹp Slim Beauty với mức lương bảy con số. Vào tháng 7 cùng năm, cô phát hành album ảnh đầu tiên của mình "Kissy Chrissie Saipan", bán được gần 30.000 bản trong hội chợ sách. Vào tháng 9, cô được chọn làm người mẫu trình diễn cho chương trình thời trang dành cho thiếu nữ Nhật Bản Tokyo Girls Collection (viết tắt là TGC) mô hình catwalk, bước vào ngành người mẫu Nhật Bản.
Trong "Báo cáo nghiên cứu về chất lượng quyến rũ của các cô gái trẻ" của YWCA năm 2010, Tú Na đã trở thành đối tượng ngưỡng mộ của các cô gái sau thập niên 90. Cùng năm đó, cô cũng có tên trong danh sách LIVAC Celebrity Roasters của Cross-Straits Media, điều này cho thấy sự chú ý của giới truyền thông đối với cô. Từ năm 2009 đến năm 2013, cô đã giành được giải Người được tìm kiếm nhiều nhất của Yahoo!, Nghệ sĩ thời trang xuyên biên giới mới, Giải thưởng phát thanh và video quốc tế Chicago cho Nữ diễn viên xuất sắc, Nữ diễn viên chính xuất sắc nhất của Liên hoan phim Los Angeles và các giải thưởng khác trong năm năm liên tiếp. Hình ảnh lạc quan, độc lập và thân thiện của cô được công nhận rộng rãi, đặc biệt là đối với những người trẻ tuổi; các nhà quảng cáo thậm chí còn yêu thích cô hơn, và cô đã được mời tham dự nhiều hoạt động thương mại và nhận được nhiều lời mời chứng thực.
Năm 2013, cô vào vai nữ tướng cướp trong bộ phim Tây du ký: Mối tình ngoại truyện của Châu Tinh Trì. Cô là một trong những diễn viên chính trong phim. Bộ phim này cũng là tác phẩm màn ảnh rộng đầu tiên của cô tại Trung Quốc đại lục. Doanh thu phòng vé toàn cầu vượt quá 215 triệu đô la Mỹ, điều này cũng khiến sự nổi tiếng của cô tại Trung Quốc đại lục tăng lên nhanh chóng.
Năm 2014, cô tham gia bộ phim hài lãng mạn Chia tay 100 lần do Trịnh Đan Thụy đạo diễn, trong phim cô và Trịnh Y Kiện vào vai một cặp đôi đã hẹn hò nhiều năm, hai người đã chia tay 99 lần và đối mặt với tình huống tiến thoái lưỡng nan của tình yêu, cốt truyện được nhiều khán giả đồng cảm, cô xuất hiện không trang điểm trong phim, đây là sự đảo ngược lớn về hình ảnh của cô. Cô cũng rất tài năng và khả năng diễn xuất của cô bắt đầu thu hút sự chú ý.
Tháng 11 năm 2014, Chrissie Chau đã đầu tư tám con số để thành lập thương hiệu đồ lót của riêng mình "LaaNaa" . Năm 2015, thương hiệu này đã mở cửa hàng vật lý đầu tiên tại Tiêm Sa Chủy. Đầu năm 2017, Chrissie Chau tuyên bố rằng cô sẽ từ bỏ kinh doanh đồ lót, hy vọng có thể tập trung vào sự nghiệp diễn xuất của mình.
Tháng 9 năm 2015, Chrissie Chau đã hợp tác với Chocolate Rain để ra mắt một sản phẩm chung để kỷ niệm 15 năm thành lập thương hiệu. Cô đã tạo ra một nhân vật rối có tên "Nananana" dựa trên chính Chrissie Chau, thúc đẩy bảo vệ môi trường và lối sống chậm rãi. Các sản phẩm bao gồm: sản xuất quần áo cho rối Nananana, thiết kế bìa sách, "Kỷ niệm 15 năm Chocolate Rain: Nananana X Fatina Picture Book" và bánh nướng xốp có đồ uống.
Năm 2017, cô tham gia bộ phim Tết Nguyên đán The Puppie Fantasia 3, là tập thứ ba của bộ phim nổi tiếng The Yuppie Fantasia và là tác phẩm kỷ niệm 30 năm của bộ phim. Bộ phim đã thu về hơn 15 triệu đô la trong ba tuần, trở thành bộ phim Hồng Kông có doanh thu cao thứ tư tại Hồng Kông vào năm 2017.
Tháng 3 năm 2017, Châu Tú Na đã tham gia bộ phim cổ trang Thâm cung kế, vào vai Trịnh Thuấn Hy. Đây là lần đầu tiên cô đóng phim truyền hình Hồng Kông, cũng là lần đầu tiên cô tham gia phim truyền hình TVB. Ngoài ra, cô rất ít khi tham gia phim cổ trang, khiến người hâm mộ vô cùng mong đợi.
Tháng 5 năm 2017, Châu Tù Na đóng vai chính trong bộ phim 29+1 với vai Lâm Nhược Quân, khắc họa sự thay đổi trong tâm lý của một người phụ nữ Hồng Kông hiện đại ở tuổi 30, sự bất lực và đấu tranh nội tâm của cô khi theo đuổi kỳ vọng của xã hội, và diễn xuất của cô đã gây ấn tượng với khán giả. Bộ phim cuối cùng đã thu về 15,3 triệu đô la Hồng Kông, trở thành bộ phim có doanh thu cao thứ năm của Hồng Kông vào năm 2017, cùng với bộ phim The Puppie Fantasia 3 cùng năm, Châu Tú Na đóng vai chính trong hai trong số năm bộ phim có doanh thu cao nhất của Hồng Kông vào năm 2017, một thành tích ấn tượng. Tuy nhiên, cô không được đề cử Giải Kim Mã cho diễn xuất của mình trong 29+1, nhưng được giới truyền thông và khán giả Hồng Kông coi là viên ngọc quý nhất của năm.
Tháng 9 năm 2017, Tú Na tiết lộ rằng cô đã tham gia một bộ phim mới, câu chuyện xoay quanh những năm 1960 và nhân vật của cô nghiện thuốc phiện, đây là lần đầu tiên cô đảm nhận một chủ đề liên quan đến ma túy. Cô gầy và cô cố tình giảm cân cho bộ phim này. Cô nói rằng bộ phim cực kỳ thử thách đối với cô về cả thể chất và tinh thần.
Đầu năm 2018, cô đã giành giải thưởng "Nữ diễn viên chính xuất sắc nhất trong phim Trung Quốc" tại Giải thưởng Điện ảnh Vàng lần thứ sáu (Phim Trung Quốc) năm 2017 do các nhà phê bình phim Đài Loan tổ chức cho vai diễn Lâm Nhược Quân trong "29+1". Ngày 6 tháng 2, cô đã được đề cử giải thưởng "Nữ diễn viên chính xuất sắc nhất" tại Giải thưởng Điện ảnh Hồng Kông lần thứ 37, cạnh tranh với Teresa Mo, Sylvia Chang, Châu Tấn và Stephy Tang, đây cũng là lần đầu tiên mà cô được đề cử cho giải thưởng Điện ảnh Hồng Kông.
Năm 2018, đánh dấu kỷ niệm 10 năm Tú Na gia nhập ngành. Tháng 12 cùng năm, Tú Na chính thức tuyên bố cô sẽ thành lập studio riêng, hy vọng sẽ sử dụng 10 năm trong ngành để thay đổi sang một môi trường mới và thử những điều mới mẻ khác. Năm 2021, cô gia nhập Sky High Entertainment.

## Điện ảnh

### Điện ảnh
| Năm               | Tên                                     | Tên gốc               | Vai                      | Ghi chú                              |
| ----------------- | --------------------------------------- | --------------------- | ------------------------ | ------------------------------------ |
| 2006              | Bet to Basic                            | 打雀英雄傳            | Nightclub PR             | Quần chúng                           |
| 2006              | Tân trát sư muội 3                      | 新紮師妹3             | Người mẫu A Min          | Quần chúng                           |
| 2008              | Phong Vân Quyết                         | 風雲決                | Băng Ảnh                 | Lồng tiếng Quảng Đông                |
| 2008              | Hoa hoa hình cảnh                       | 花花型警              | Bạn gái Lâm Lãng         | Quần chúng                           |
| 2008              | Nobody's Perfect                        | 絕代雙嬌              | Slurpee                  |                                      |
| 2009              | Ái tử đa tình                           | 矮仔多情              | Lily                     |                                      |
| 2009              | Tử thần ngốc nghếch                     | 死神傻了              | Phương Mỹ Phương         |                                      |
| 2009              | Quan nhân thất sự                       | 關人7事               | Chrissie                 |                                      |
| 2009              |                                         | Beauty World          | Ruby                     | Phim Hàn Quóc；Đạo diễn: Stephen Koh |
| 2010              | Womb Ghosts                             | 惡胎                  | Thiếu Phương             |                                      |
| 2010              | Xuất thủy phù dung                      | 出水芙蓉              | Mã Duyệt                 | Quần chúng                           |
| 2010              | Toàn thành giới bị                      | 全城戒備              | Ưu Ưu                    |                                      |
| 2010              | Ôm lấy người tình                       | 抱抱俏佳人            | Flora                    |                                      |
| 2010              | Chiến binh cương thi                    | 殭屍新戰士            | A Tư / Max               |                                      |
| 2010              | Cảm giác tội lỗi                        | 婚前試愛              | Kiki                     |                                      |
| 2011              | Mãnh nam cổn tử đội                     | 猛男滾死隊            | Tina                     |                                      |
| 2011              | The Killer Who Never Kills              | 殺手歐陽盆栽          | Nana                     |                                      |
| 2011              | Bãi biển xinh tươi                      | 熱浪球愛戰            | Sharon                   |                                      |
| 2011              | Lan Quế Phường                          | 喜爱夜蒲              | Nana                     | Cameo                                |
| 2011              | Chuyện tình ma quỷ                      | 猛鬼愛情故事          | Bobo                     | Tập: Du lịch                         |
| 2012              | Any Other Side                          | 夜店詭談              | Amy; Elle                |                                      |
| 2012              | Nắm giữ tình yêu                        | Hold住愛              | Phương Mông              |                                      |
| 2013              | Paper Moon                              | 紙月亮                | Cao Thi Cầm              |                                      |
| 2013              | Tây du ký: Mối tình ngoại truyện        | 西遊·降魔篇           | tứ sát thủ               |                                      |
| 2013              | Bên nhau                                | 在一起                | Bích Kỳ / Vicki          | Cameo                                |
| 2013              | Lift to Hell                            | 電梯驚魂              | Bạch Khiết / Bác sĩ Diệp |                                      |
| 2013              | Trí mệnh thiểm ngoạn                    | 致命閃玩              | Bạn gái Ade              | Cameo                                |
| 2013              | Vợ chồng dân chơi                       | 爛滾夫鬥爛滾妻        | Châu Chú Linh            |                                      |
| 2013              | Cold Pupil                              | 冷瞳·貞子再現         | Tô Vũ Thần               |                                      |
| 2013              | Mỹ nhân Thượng Võ                       | 爆3俏嬌娃             | Poo                      |                                      |
| 2013              | My Beautiful Kingdom                    | 我的美麗王國          | Nhược Đồng               |                                      |
| 2013              | The Love Experience                     | 有招沒招之愛情達人    |                          | Cameo                                |
| 2014              | Phi hồ ngoại truyện                     | 非狐外传              | Hồ Tiên                  |                                      |
| 2014              | Chia tay 100 lần                        | 分手100次             | Lam                      |                                      |
| 2014              | Are You Ready to Marry Me               | 我想结婚的时候你在哪  | Tô Phi                   |                                      |
| 2015              | 12 chú vịt vàng                         | 12金鴨                | Giáo viên                | Cameo                                |
| 2015              | Bữa tiệc xa hoa                         | 浮華宴                | Trương Tiểu Quyên        | Tên khác: Thần thám giá đáo          |
| 2015              | Cảnh sát chím                           | 猛龍特囧              | Chrissie                 | Cameo                                |
| 2015              | Forever Love                            | 北京時間              | Châu Tuyết Đồng          |                                      |
| 2016              | iGirl                                   | iGirl 夢情人          | 001                      |                                      |
| 2016              | Kẻ xấu báo hỷ                           | 惡人谷                | Diễn viên Dư Chân        | Cameo                                |
| 2016              | Kỷ băng hà: Trời sập                    | 冰河世紀：隕石撞地球  | Shira                    | Lồng tiếng Quảng Đông                |
| 2016              |                                         | 蒲出去3               | Châu Tú Na               | Cameo                                |
| 2017              | The Puppie Fantasia 3                   | 小男人週記3之吾家有喜 | Bobo                     |                                      |
| 2017              | 29+1                                    | 29+1                  | Lâm Nhược Quân           | [ 24 ]                               |
| 2017              | Husband Killers                         | 女士復仇              | Dior                     |                                      |
| 2018              | Concerto of the Bully                   | 大樂師．為愛配樂      | Madam Cao                |                                      |
| 2018              | Tiết mật hành giả                       | 洩密者                | Bành Trân Mỹ             | [ 25 ]                               |
| 2018              | Hotel Soul Good                         | 女皇撞到正            | Mỹ Kỳ                    |                                      |
| 2018              | Diệp Vấn ngoại truyện: Trương Thiên Chí | 葉問外傳：張天志      | Trịnh Tiểu Na (Na Na)    |                                      |
| 2019              | Đội chống tham nhũng                    | P風暴                 | Liệu Vũ Bình             |                                      |
| 2019              | Bão trắng 2: Trùm á phiện               | 掃毒2天地對決         | Trần Tĩnh Mỹ             |                                      |
| 2020              | All's Well, End's Well 2020             | 家有囍事2020          | Lôi Mộng Na              |                                      |
| 2021              | Luôn có tình yêu trong cách ly          | 總是有愛在隔離        | Khách trọ                |                                      |
| 2021              | Madalena                                | 馬達·蓮娜             | Tống Liên Na             |                                      |
| 2023              | Ám sát phong bạo                        | 暗殺風暴              | Lương Âm                 |                                      |
| 2023              | Prison Flowers                          | 女子監獄              | Đái Diễm Quần            |                                      |
| 2023              | Bursting Point                          | 爆裂點                | Tư Đồ Vĩ                 | Khách mời đặc biệt                   |
| 2025              | Võ đường đại náo                        | 臨時決鬥              | Tôn Nhã Vân              | [ 26 ]                               |
| 2025              | Behind the Shadows                      | 私家偵探              | Quan Vịnh Tâm            |                                      |
|                   | Atonement                               | 阿龍                  | A Lan                    |                                      |
| The Trier Of Fact | 守闕者                                  |                       |                          |                                      |

### Truyền hình
| Năm  | Tên                     | Tên gốc       | Vai                               | Ghi chú            |
| ---- | ----------------------- | ------------- | --------------------------------- | ------------------ |
| 2006 | Stephen's Diary         | 老馮日記      | Sharon                            |                    |
| 2013 | Romance of Tang′ Kongfu | 唐朝浪漫英雄  | Đào Yêu Yêu                       |                    |
| 2013 | Diệp Vấn                | 葉問          | Jenny                             |                    |
| 2013 | X-Girl                  | 妙探三姐妹    | Tôn Tiểu Mỹ                       | Web drama          |
| 2015 | Cô nàng miệng quạ đen   | 乌鸦嘴妙女郎  | Nina                              | Cameo              |
| 2016 | Beautiful Apartment     | 美女公寓      | Thẩm Á Đồng                       | Web drama          |
| 2017 | Thời đại ngôi sao       | 明星时代      | Tôn Tiệp Nghi                     |                    |
| 2018 | Thâm cung kế            | 宮心計2深宮計 | Trịnh Thuần Hy (Trịnh Chiêu Nghi) | Khách mời đặc biệt |
| 2020 | Cơn bão trắng           | 戰毒          | Uông Tử Kỳ                        |                    |
| 2020 | Phi phàm tam hiệp       | 非凡三俠      | Khươg Bảo Nhi                     | Nữ chính thứ nhất  |
| 2021 | Ink at Tai Ping         | 太平紋身店    | Nana                              | Nữ chính thứ nhất  |
| 2022 | Hắc kim phong bạo       | 黑金風暴      | Văn Tĩnh                          | Nữ chính thứ nhất  |
| 2023 | Điệp ảnh truy kích      | 叠影狙击      | Nguỵ Hiểu Thần / Lương Hy         |                    |
| 2025 | What If                 | 三命          | Quách Ái Du                       |                    |

### Kịch
2009: 我愛萬人迷 

### Đĩa than
2012: 淘女郎狂熱 (Chấu Tú Na, OctoBeez Album tổng hợp)

### Video âm nhạc
| Năm  | Tên                                              |
| ---- | ------------------------------------------------ |
| 2008 | Châu Tú Na, Tommy Yuen, Kimmy Kwan 一世朋友      |
| 2010 | Châu Tú Na - 龍鱗                                |
| 2010 | Châu Tú Na, Bro5 - World Wide Wild               |
| 2011 | Châu Tú Na, OctoBeez Album tổng hợp - 搶灘登陸戰 |
| 2011 | Châu Tú Na - 婚前試愛                            |
| 2011 | Tiêu Kính Đằng - 怎麼說我不愛你                  |
| 2013 | Terence Chui - 高登歌                            |
| 2013 | Quan Sở Diệu - 你永遠是對的                      |
| 2018 | Trần Dịch Tấn - 龍舌蘭                           |
| 2021 | Lữ Tước An- 小諧星                               |

### Sách
2011: KissyChrissie 
2013 : Mơ về cô ấy 

### Ảnh tạp chí
Tháng 4 năm 2013: FHM 